# Чайрача
Чайрача, Чайрачатхірат (тай. รัษฎาธิราช) — тринадцятий король Аюттхаї. На його правління припадає проникнення західних торговців та технологій в Сіам.

## Біографія
Чайрача не був прямим нащадком короля Бороморача IV, ймовірно був його племінником, сином Раматхибоди II. Після смерті Бороморача IV на трон коронують його п'ятирічного сина Ратсада. Проте через 5 місяців його страчують і Чайрача приходить до влади. Припускають, що на час смерті Бороморача IV він був у статусі віце-короля та намісником провінції Пхітсанулок, цим пояснюється, що пройшло 5 місяців поки він дістався до столиці. За іншою версією Чайрача 5 місяців вів таємні переговори з іншими аристократами, оскільки прийшовший до влади клан мав достатній вплив у столиці, щоб запобігти перевороту.
У 1539 році король Бірми Табінсхвехті атакував народність мон, що проживала у області Чанг Кран під протекцією Сіаму. Чайра вирушив з військом і відбив напад. Король призначив свого брата, що згодом стане королем Маха Чакрапат віце-королем, але не призначив йому титул короля Сукхотай, як це робили раніше. Також він переселив сукхотайську аристократію в Аютаю з Пхітсанулока (головного міста королівства Сукхотай). Таким чином він намагався уніфікувати країну. 1540 року вдерся до В'єнтьяна з великою армією, захопив Муанг Кхук і перетнув Меконг, але зазнав поразки у битві при Сала Кхам від Потісарата I.

## Смерть
Чайра мав сина від фаворитки леді Судачан. У 1546 році, король повертаючись з півночі захворів і загадково помер. Корона перейшла його одинадцятирічному позашлюбному синові Йот Фа. Леді Судчан запідозрили у вбивстві короля. Вона мала таємного коханця — офіцера гвардії Воравонгсатхірата, від якого завагітніла. Йот Фа був убитий в 1548 році і владу узурпував Воравонгсатхірат. Проте група офіцерів організували убивство нового короля узурпатора і Леді Судчан у 1549 році.